# 2018 a légi közlekedésben
Ez a lista a 2018-as év légi közlekedéssel kapcsolatos eseményeit tartalmazza.

## Események

### január
- január 1. 12:20 (helyi idő szerint) – A Whangarei repülőtérről felszáll egy Van's RV 7 típusú repülőgép, majd Te Kopuru településtől délre a földbe csapódik Új-Zélandon. (A repülő pilótája és utasa a balesetben életét veszti.)[1]
- január 5. – Földnek csapódik az erős szél miatt egy hőlégballon az egyiptomi Luxor-ban. (A balesetben 1 turista meghal, 7 megsebesül.)[2]
- január 8. – A HA-TUL lajstromjelű, kétüléses Scottish Aviation Sk 61 Bulldog kisrepülőgép Zichyújfalu térségében szántóföldre zuhan, egyedül utazó pilótája nem éli túl a becsapódást.[3][4][5]
- január 13. – A Pegasus Airlines 8622-es járata, egy Boeing 737–82R típusú utasszállító repülőgép leszállás közben kicsúszik a leszállópályáról Trabzon közelében Törökországban. (A gépen lévő 168 főből – 162 utas, 6 fő személyzet – senki sem sérül meg.)[6]
- január 17. 18:00 körül (helyi idő szerint) – Lezuhan Roy Bennett ellenzéki politikussal a fedélzetén egy Bell UH-1H Iroquois (N658H) típusú helikopter az Új-Mexikói Raton várostól keletre. (A balesetben hat fő életét veszti és egyetlen túlélője van.)[7][8]
- január 18. – A Malaysia Airlines Airbus A330–300-as típusú 122-es számú járata kényszerleszállást hajt végre Alice Springs közelében a sivatagban technikai meghibásodások miatt. (Nem sérül meg senki.)[9]

### február
- február 10. – Lezuhan a Török Légierő T129 ATAK típusú harci helikoptere a szíriai Afrín körzetben. A baleset okait nem tisztázzák egyértelműen. (Két fő életét veszti.)[10]
- február 11. – Lezuhan a Saratov Airlines An–148–100V típusú repülőgépe a Domogyedovói nemzetközi repülőtér közelében, röviddel a felszállás után. (A baleset során a hatfős személyzet és a hatvanöt utas életét veszti.)[11]
- február 12. – Egy kis repülőgép lezuhan a holland határ közelében a belgiumi Hasselt-nél. (Két fő életét veszti)[12]
- február 16.
  - A Cigli légibázis mellett a Török Légierő egyik SIAI-Marchetti SF.260D típusú kiképző repülőgépe lezuhan a török Izmir közelében. (A két pilóta életét veszti a balesetben.)[13]
  - Lezuhan a mexikói Belügyminisztérium helikoptere Oaxaca államban. A gépen utazik a Mexikó belügyminisztere és Oaxaca állam kormányzója is, akik nem szenvednek komolyabb sérüléseket. (Két fő életét veszti, a földön tartózkodó személyek közül is többen megsérülnek.)[14][15]
- február 18.09:00 körül (helyi idő szerint) – Az Aseman Airlines légitársaság ATR 72 500-as típusú, EP-ATS azonosítójú utasszállító repülőgépe a Teheránban található Mehrabad nemzetközi repülőtérről tart Jászúdzs városba. Az EP 3704-es járat Jaszuj közelében, a Zagrosz-hegység területén fekvő Dena-hegyen lezuhan. (A 6 fős személyzet és 60 utas életét veszti a tragédiában.)[16][17][18][19][20][21]

### március
- március 6. – 15:00 körül – Technikai meghibásodás miatt lezuhan az Orosz Légierő An–26-os repülőgépe leszállás közben, a kifutópályától 500 méternyire a Hmeimim Légibázison, Latakia közelében. (39 katona életét veszti a tragédiában.)[22]
- március 11.
  - Shahre Kord, Zagrosz-hegység. Lezuhan a Başaran Holding TC-TRB lajstromjelű Bombardier Challenger 604 típusú utasszállító gépe. (A gépen utazó 8 utas és 3 fős személyzet minden tagja életét veszti.)[23][24][25]
  - East River, New York. Lezuhan a Liberty Helicopters N350LH lajstromjelű Eurocopter AS 350 Écureuil típusú városnéző helikoptere. A gépen utazó 5 utas és 1 fő pilóta közül 5 fő életét veszti, 1 fő megsérül.[26][27]
- március 12. – Katmandu. A US-Bangla bangladesi légitársaság BS211-es járata, egy Bombardier Dash 8 Q400-as típusú utasszállító repülőgépe lezuhan. Negyvenkilenc fő életét veszti a balesetben, 22 fő megsérül, többen fő súlyos sérüléseket szenvednek. 33 fő nepáli, 32 fő bangladesi, 1 kínai és egy maldív-szigeteki utas utazott a gépen. A gép személyzete 4 fő.[28]
- március 15. – Fatick régió. A Szenegáli Légierő egyik Mi–17-típusú helikoptere lezuhan. Nyolc fő életét veszti a balesetben, 12 fő megsérül, három fő súlyos sérüléseket szenved.[29][30]
- március 16. – Al-Qa'im. Lezuhan Az Amerikai Egyesült Államok Légierejének HH–60 Pave Hawk típusú harci helikoptere. Több fő életét veszti a gépen, melyen heten tartózkodnak.[31]
- március 17. – Plaridel, Bulacan tartomány. Lezuhan egy Piper 23 Apache típusú kis repülőgép. A gépen utazó 4 fő és a pilóta, valamint a földön tartózkodó két gyermek (7 és 10 évesek), valamint egy 17 éves fiatal is meghal a balesetben. A repülőgép lakott területre zuhan.[32]

### április
- április 11. – A felszállást követően lezuhan az algériai légierő egyik Il–76-os típusú szállító repülőgépe a Boufark-i légitámaszpont közelében, a fővárostól, Algírtól mintegy 20 km-re. A szerencsétlenség 257 áldozatot követelt. (A fedélzeten főleg katonák és családtagjaik utaznak 10 fős személyzettel. A gépen tartózkodik a nyugat-szaharai függetlenségi mozgalom, a Polisario Front 26 tagja is.)[33][34]
- április 12. – Az Égei-tengeri, Szkírosz szigetétől északra a Görög Légierő egyik Mirage 2000-5 típusú vadászrepülőgépe lezuhan. A pilótát keresik.[35]
- április 17. – Pennsylvania felett. A Southwest Airlines 1380-as járata, egy Boeing 737–7H4 típusú utasszállító hajtóműve meghibásodik. A gép ablaka megsérül és az ablak melletti utast majdnem kitépi a légnyomás különbség a gépből. A többi utas megpróbálja megmenteni, de sikertelenül. A gép kényszerleszállást hajt végre. Az eset során a 144 utas és az 5 fős személyzet közül 1 fő életét veszti, 8 fő megsérül.[36]

### május
- május 2. – Port Wentworth közelében. Puerto Rico Légi Nemzeti Gárdájának Lockheed Martin WC–130H típusú katonai repülőgépe zuhan le. A tragédiában 9 fő veszti életét, 4 utas és 5 fő személyzet, akik mindannyian a repülőgépen utaznak.[37][38]
- május 18. – A kubai Cubana de Aviación állami légitársaság Havannából a sziget keleti részén található Holguínba tartó Boeing 737-es utasszállító repülőgépe, röviddel a felszállás után lezuhan. (A katasztrófát a fedélzeten tartózkodó 113 főnyi utasból és személyzetből csak ketten élik túl.)[39]

### június
- június 7. – Kenya középső részén. A Fly Sax légitársaság 5Y-CAC lajstromjelű, Cessna C208 típusú kis repülőgépe hajtóműhiba miatt lezuhan. A balesetben 10 fő veszti életét.[40][41]
- június 21. – Lone Pine, Sierra Nevada. Lezuhan egy RQ–4 Global Hawk pilóta nélküli drón.[42]
- június 28. – Jagruti Nagar. Az UY Aviation légiforgalmi vállalat Beechcraft King Air C90 típusú repülőgépe lezuhan. A gépen 4 fős személyzet tartózkodik a baleset idején. Senki sem éli túl közülük.[43]

### július
- július 6. 01:57 – A Lengyel Légierő MiG–29 típusú vadászgépe lezuhan Pasłęk közelében. (A pilóta katapultál, de életét veszti a kórházban.)[44]
- július 10. – Pretoria, a Wonderboom repülőtér közelében. Egy Convair 340 típusú repülőgép próbarepülés során lezuhan. A balesetben 1 fő életét veszti. A gépen 16 utas és 3 fő személyzet utazik.[45]
- július 28. – Port Vila. Az Air Vanuatu légitársaság 241-es járata (lajstromjele YJ-AV71), egy ATR 72 típusú utasszállító repülő egyik hajtóműve kigyullad a levegőben. A gépen utazó 39 utas és 4 fő személyzet közül 13 fő megsérült, halálos áldozat nincs.[46]
- július 31. – Az Aeroméxico légitársaság Embraer E190-es típusú gépe, amely belföldi járatként a Victoria de Durango és Mexikóváros között 2431-es járatként közlekedik, felszállást követően lezuhant, majd később kigyulladt. A gépen utazó 99 utas és 4 fős legénység túlélte a balesetet.[47]

### augusztus
- augusztus 4.
  - 10:00-előtt – Luzern közelében, Hergiswil mellett. Egy kis repülőgép lezuhan egy erdős területen, majd kigyullad. A hatóságok korábban még nem tudják pontosan megállapítani az áldozatok, vagy sérültek pontos számát, de vasárnapra kiderül, hogy a balesetben 4 fő veszti életét.[48]
  - Igarka, Szibéria. Lezuhan egy Mi–8-as típusú helikopter három fő legénységgel és 15 fő utassal a fedélzetén. A balesetben 18 fő életét veszti.[49]
  - A Piz Segnas-hegység nyugati oldalán, 2540 méteren, Graubünden kantonban. A Ju Air légitársaság 1939-es gyártású Junkers Ju 52-es típusú repülőgépe hegyoldalnak csapódik. A repülőgép útja során Ticinóból Dübendorfba tart. A gép fedélzetén 17 utas és 3 fős személyzet tartózkodik.[50][51]
  - 18:00 (helyi idő szerint) – Denalitól 14 mérföldnyire délnyugatra. A K2 Aviation légiforgalmi vállalat De Havilland Canada DHC–2 Beaver típusú repülőgépe lezuhant. A gépen 4 lengyel állampolgárságú utas és a pilóta tartózkodott. A balesetben 4 fő életét vesztette.[52][53][54]
- augusztus 10. – Ketron-sziget. Ellopják a Horizon Air légitársaság N449QX lajstromjelű Bombardier Dash 8 Q400 típusú repülőgépét. A gép a tolvaj képzetlensége miatt lezuhan, saját halálát okozva ezzel.[55]
- augusztus 11. – A Dimonim Air légitársaság Tanahmerahból induló és Oksibilbe tartó PAC P–750 XL típusú repülőgépe szombat délután lezuhan. A gépen utazó hét fő és 2 fő személyzet tagjai közül csak egy 12 éves fiú éli túl a balesetet.[56]
- augusztus 16. – Manila. Leszállás közben enyhén nekicsapódik a kifutónak a Xiamen Airlines 8667-es járata, egy Boeing 737–800 típusú utasszállító repülőgépe. A gépen utazó 157 fő utas és 8 fős személyzet közül mindenki megmenekül.[57]
- augusztus 22. – 05:06-kor (helyi idő szerint), Ufa közelében a Red Wings légitársaság 804-es járatán, egy Tupoljev Tu–204-es típusú repülőgépen tűz üt ki a bal oldali hajtóműben. A gép kényszerleszállást hajt végre. A gépen utazó 202 utas közül sérülés senkivel nem történik.[58]

### szeptember
- szeptember 1. – Szocsi repülőtér. A UTAir orosz légitársaság Boeing 737-es típusú utasszállító repülőgépe leszállás közben túlfut a leszállópályán és a repülőtér melletti folyóban köt ki, miközben kigyullad. A repülőgépen 164 utas és 6 fős személyzet tartózkodik. Mindenkit kimenekítenek a hatóságok, ám számos sérültje van a balesetnek.[59]
- szeptember 5. – Lezuhan egy Robinson típusú helikopter a csehországi Plzeň közelében. A gépen 4 fő tartózkodott, mindannyian életüket vesztették.[60]
- szeptember 9. – Yirol-tó. Lezuhant a Baby Airlines L–410-es típusú utasszállító repülőgépe. A gépen utazó 22 utas közül 18 fő életét vesztette, három túlélője van a balesetnek.[61]
- szeptember 17. – A Földközi-tenger felett. A szíriai légvédelem véletlenül lelőtt egy orosz Il–20M felderítőgépet. A fedélzeten 14 fő tartózkodott. Mindannyian életüket vesztették.[62]
- szeptember 28.
  - Az Air Niugini légitársaság járatának, Boeing 737 (P2-PXE) típusú utasszállító repülőgépének egyik hajtóműve kigyullad a levegőben Chuuk-sziget felett. (A gépen utazó 36 utas és 11 fő személyzet közül 13 fő megsérül, halálos áldozat nem volt.)[63][64]
  - 11:45 körül (helyi idő szerint) – Az Amerikai Egyesült Államok Légierejének egyik F–35B típusú vadászgépe lezuhan, Beaufort, Gray Hill közösség közelében. (A gép pilótája katapultál és túléli a balesetet.)[65][66]

### október
- október 5. – Dmitrovszkoje mellett. Lezuhan az Orosz Légierő egyik MiG–29 típusú vadász repülőgépe. A két pilóta katapultál.[67]
- október 12. – Mangalor, Tiruchirappalli Nemzetközi Repülőtér. Az Air India légitársaság Boeing 737-es repülőgépe leszállást követően túlfut a kifutópályán és a repülőtért övező betonfalnak ütközik. A gép megrongálódik, ennek ellenére a pilóták folytatják az utat, de Mumbaiban inkább kényszerleszállást hajtanak végre. A gépen utazók közül senki sem sérül meg.[68]
- október 16. – Az Ukrán Légierő Szu–27 típusú vadászgépe a Tiszta égbolt–2018 gyakorlat keretein belül gyakorló repülést hajt végre az ország nyugati részén, a Vinnicjai terület felett. A gép tisztázatlan okok miatt zuhan le. Egy ukrán (Ivan Petrenko) és egy amerikai pilóta veszti életét.[69]
- október 19. – A Filippínó-tengeren cirkáló USS Ronald Reagan repülőgép-hordozó fedélzetének ütközött Az Amerikai Egyesült Államok Haditengerészetének MH–60R Seahawk típusú helikoptere. 12 fő megsérült.[70]
- október 20. – Kolumbia. Lezuhant a Kolumbiai Légierő UH–60L Black Hawk típusú helikoptere. Négy fő életét vesztette.[70]
- október 29.
  - A Lion Air légitársaság Boeing 737–800 típusú utasszállító repülőgépe 13 perccel a felszállást követően lezuhan. A baleset idején gépen 180 utas és 8 fő személyzet tartózkodik. Senki sem éli túl a tragédiát.[71]
  - Átadják az új isztambuli repülőteret.
- október 31. – Az afgán hadsereg helikopterét találat éri és lezuhan az ország délnyugati részén. A támadásban 25 afgán katona veszti életét.[72]

### november
- 2018. november 12. – Filippínó-tenger. Tengerbe zuhant Az Amerikai Egyesült Államok Légierejének egyik F/A–18 Hornet típusú vadászgépe. A kétfős személyzet katapultált és túlélték az esetet.[73]

### december
- 2018. december 6. – Japán közelében a tengeren. Lezuhant az Amerikai Egyesült Államok Tengerészgyalogságának egy KC–130-as és egy F/A–18 Hornet típusú repülőgépe. A balesetben összesen 7 fő volt érintett, közülük a japán hatóságok egy főt kimentettek.[74]
- 2018. december 15. – Helyi idő szerint 15:00 előtt a Zsitomiri területen fekvő Ozernei repülőtér közelében leszállás közben, a kifutópályától 1,5 km-re 70 m magasságból lezuhan az Ukrán Légierő 55-ös oldalszámú Szu–27 típusú vadászrepülőgépe. A gépet vezető pilóta, Olekszandr Fomin életét veszti.[75][76]
- 2018. december 24. – A mexikói Puebla államban, Coronango és Tlaltenango között lezuhant egy helikopter. A balesetben életét vesztette az állam kormányzója, Martha Erika Alonso és korábbi kormányzója, Rafael Moreno Valle.[77]

## Első felszállások
- március 31. – Airbus A321LR (D-AVZO) – Az Airbus keskenytörzsű, megnövelt hatótávolságú utasszállító gépének első felszállása Hamburgban.[78]
- július 19. – Airbus A330 BelugaXL – Az Airbus szuper-szállítógépének első felszállása Tolouse-ban.[79]